# Louis Garrel
Louis Garrel (Párizs, 1983. június 14. –) kétszeres César-díjas francia színész és filmrendező. Híres színészcsalád leszármazottja: Philippe Garrel filmrendező és Brigitte Sy filmrendező-színésznő fia, nagyapja pedig Maurice Garrel és Jean-Pierre Léaud keresztfia. Így még érdekesebbé válik a Szerzői Filmklub kritikusának találó megfogalmazása: miszerint ő „a XXI. század Antoine Doinel-je”.

## Élete
Tanulmányait abban a párizsi konzervatóriumban végezte, ahol Kai Wong is tanult. Folyékonyan beszél franciául, angolul és olaszul.
Magyarországon elsősorban Bernardo Bertolucci Álmodozók című francia új hullámos, 2003-as nosztalgiafilmjéből ismerhetjük. A több filmjét csak filmfesztiválokon és egyedi vetítéseken tekinthették meg az éber érdeklődők. 2006-ban az édesapja által rendezett Szabályos szeretők című filmjéért a legjobb férfiszereplőnek járó César Díjat kapta meg. Legutóbb Christophe Honoré rendezte Szerelmesdalok című filmje volt látható az online Francia Filmhónap keretében az interneten, ill. budapesti Művész moziban egy-két vetítésén. Majd a CineMax tévécsatornán is vetítették.
Az irányzat első rendes hazai moziforgalmazásba került filmje Xavier Dolan: Képzelt szerelmek című alkotása, amiben azonban csak egyetlen szemvillanásra tűnik fel Louis Garrel az utolsó jelenetben, egyfajta tisztelgésképpen, áthallásként Christophe Honoré filmjeire. Majd a rendező Szerelem nélkül soha című filmje is bekerült a hazai moziforgalmazásba.
(Áthallások: Christophe Honoré François Truffautnak, míg Xavier Dolan Jean-Luc Godardnak feleltethető meg.) A Francia szépség és a Színésznők című filmje pedig DVD-n került forgalmazásra idehaza.
Michel Hazanavicius rendező 2017-ben bemutatott Le Redoutable („A rettenthetetlen”) című életrajzi filmjében Garrell a legendás Jean-Luc Godard filmrendezőt alakítja.

## Filmjei
A Magyarországon bármilyen formában bemutatott filmjeit (*) jelöli.
- 2022 - Családban marad (L'innocent) rendező: Louis Garrel
- 2021 – A feleségem története, rendező: Enyedi Ildikó
- 2020 – Rifkin’s Festival, rendező: Woody Allen
- 2020 – ADN, rendező: Maïwenn
- 2019 – Tiszt és kém – A Dreyfus-ügy (J’accuse)* rendező: Roman Polański
- 2019 – Kisasszonyok (Little Women)* rendező: Greta Gerwig
- 2018 – A hűséges férfi (L’homme fidèle)* rendező: Louis Garrel
- 2018 – Egy ország, egy király (Un peuple et son roi)* rendező: Pierre Schoeller
- 2017 – Le Redoutable, rendező: Michel Hazanavicius
- 2017 – Ismael szellemei (Les fantômes d’Ismael)* rendező: Arnaud Desplechin
- 2016 – Planetárium (Planetarium) rendező: Rebecca Zlotowski
- 2016 – (Mal de pierres) rendező: Nicole Garcia
- 2015 – (L’astragale) rendező: Brigitte Sy
- 2015 – (L’ombre des femmes) rendező: Philippe Garrel – narrátor
- 2015 – Két barát (Les deux amis)* rendező: Louis Garrel
- 2015 – Szerelmem (Mon roi)* rendező: Maïwenn
- 2014 – Saint Laurent (Saint Laurent)* rendező: Bernard Bonello
- 2013 – A féltékenység (La jalousie)* rendező: Philippe Garrel
- 2013 – Az olaszországi kastély (Un château en Italie) rendező: Valeria Bruni Tedeschi
- 2012 – A kagyló (Les coquillettes) rendező: Sophie Letourneur
- 2011 – Hármas-szabály (Le régle de trois) (rövidfilm, 18 perc) rendező: Louis Garrel
- 2011 – Forró nyár (Un été brûlant) rendező: Philippe Garrel
- 2011 – Szerelem nélkül soha / A hőn szeretettek (Les bien-amiés)* rendező: Christophe Honoré
- 2010 – Kettős királyság (Diarchia) (rövidfilm, 20 perc) rendező: Ferdinando Cito Filomarino
- 2010 – Képzelt szerelmek / Képzeletbeli szerelmek (Les amours imaginaires)* rendező: Xavier Dolan – ebben a filmben csak az utolsó jelenetben, egy villanásra tűnik fel, így tisztelegve Christophe Honoré filmjeinek
- 2010 – A kis szabó (Petit tailleur)* (kisfilm, 44 perc) rendező: Louis Garrel
- 2010 – Házasság (hármasban) (Le mariage à trois) rendező: Jacques Doillon
- 2009 – Terveim Lenával (Non ma fille, tu n’iras pas danser) rendező: Christophe Honoré
- 2008 – Francia szépség / A szépség (La belle presonne)* rendező: Christophe Honoré
- 2008 – A hajnal határán (La frontière de l’aube)* rendező: Philippe Garrel
- 2008 – Barátom (Mes copains)* (rövidfilm, 26 perc) rendező: Louis Garrel
- 2008 – Úgy döntöttem, hogy szeretni foglak (Choisir d’aimer) (kisfilm, 53 perc) rendező: Rachid Hami
- 2007 – Színésznők (Actrices)* rendező: Valeria Bruni Tedeschi
- 2007 – Szerelmesdalok (Les chansons d’amour)* rendező: Christophe Honoré
- 2006 – A függöny (Un lever de rideau) (kisfilm, 30 perc) rendező: Francois Ozon
- 2006 – Belső Párizs (Dans Paris)* rendező: Christophe Honoré
- 2005 – Szabályos szeretők (Les amants réguliers)* rendező Philippe Garrel
- 2004 – Anyámat! (Me Mère)* rendező: Christophe Honoré
- 2003 – Álmodozók (Dreamers)* rendező: Bernardo Bertolucci
- 2002 – Háború Párizsban (La guerre à Paris) rendező: Yolande Zauberman
- 2001 – Ez az én testem (Ceci est mon corps) rendező: Rodolphe Marconi
- 1989 – Veszélyes csókok (Les baisers de secours) rendező: Philippe Garrel

## Szakirodalom
- Bikácsy Gergely: Bolond Pierrot moziba megy - a francia film ötven éve (Budapest, 1992, Héttorony Könyvkiadó - Budapest Film)